# سارق (فیلم ۱۹۸۵)
سارق (به انگلیسی: Burglar) فیلمی هندی محصول سال ۱۹۸۵ و به کارگردانی ای. کوداندارامی ردی است. در این فیلم بازیگرانی همچون چیرانجیوی، رادا، راجندرا پراساد، پی.ال. نارایانا و سیلک سمیتا ایفای نقش کرده‌اند.